# Kanał Kaszubski
Kanał Kaszubski (niem. Kaiserhafen) – kanał o długości ok. 2 km w Gdańsku, odnoga Martwej Wisły. Ma przebieg zbliżony do południkowego. Znajduje się wewnątrz portu morskiego Gdańsk, pomiędzy wyspą Ostrów (po stronie zachodniej) i Przeróbką (po stronie wschodniej).
Wzdłuż Kanału Kaszubskiego znajdują się po stronie wschodniej nabrzeża: Bytomskie, Przemysłowe i Chemików; po stronie zachodniej znajduje się nabrzeże Zdobywców Kołobrzegu.

## Historia
Kanał powstał w latach 1901–1904, otwarty został 27 maja 1904 przez cesarza niemieckiego Wilhelma II Hohenzollerna. Powstał po poszerzeniu i pogłębieniu wąskiej, nieżeglownej odnogi Martwej Wisły, tzw. Łachy Szkutniczej (Bossmanslake). Otrzymał nazwę Kaiserhafen. Rozwijający się gdański port uzyskał nowe nabrzeża, place składowe i tereny dla zakładów produkcyjnych. Połączenie między oboma brzegami kanału zapewniał prom kolejowy.

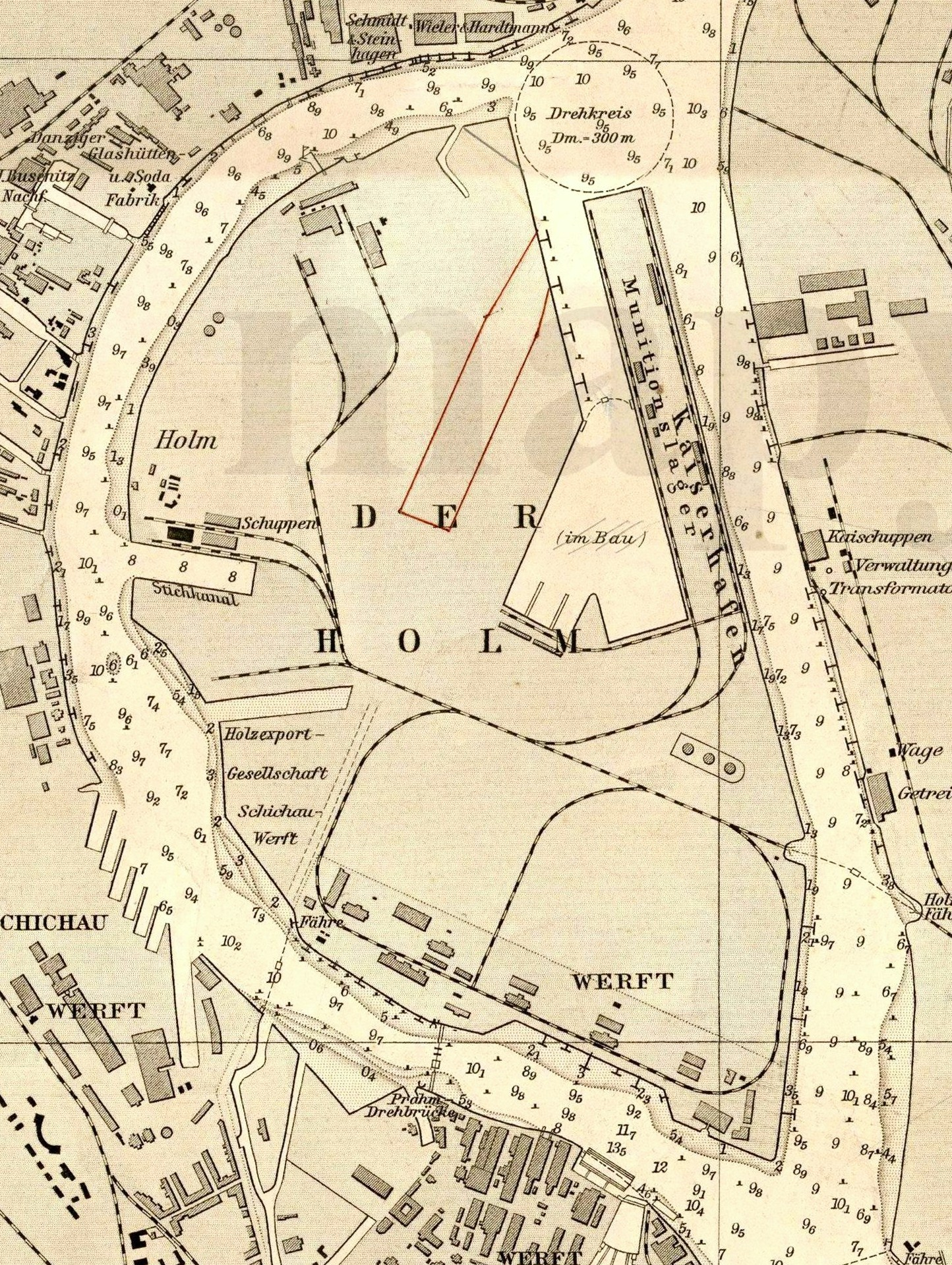
Kanał Kaszubski na planie z 1909
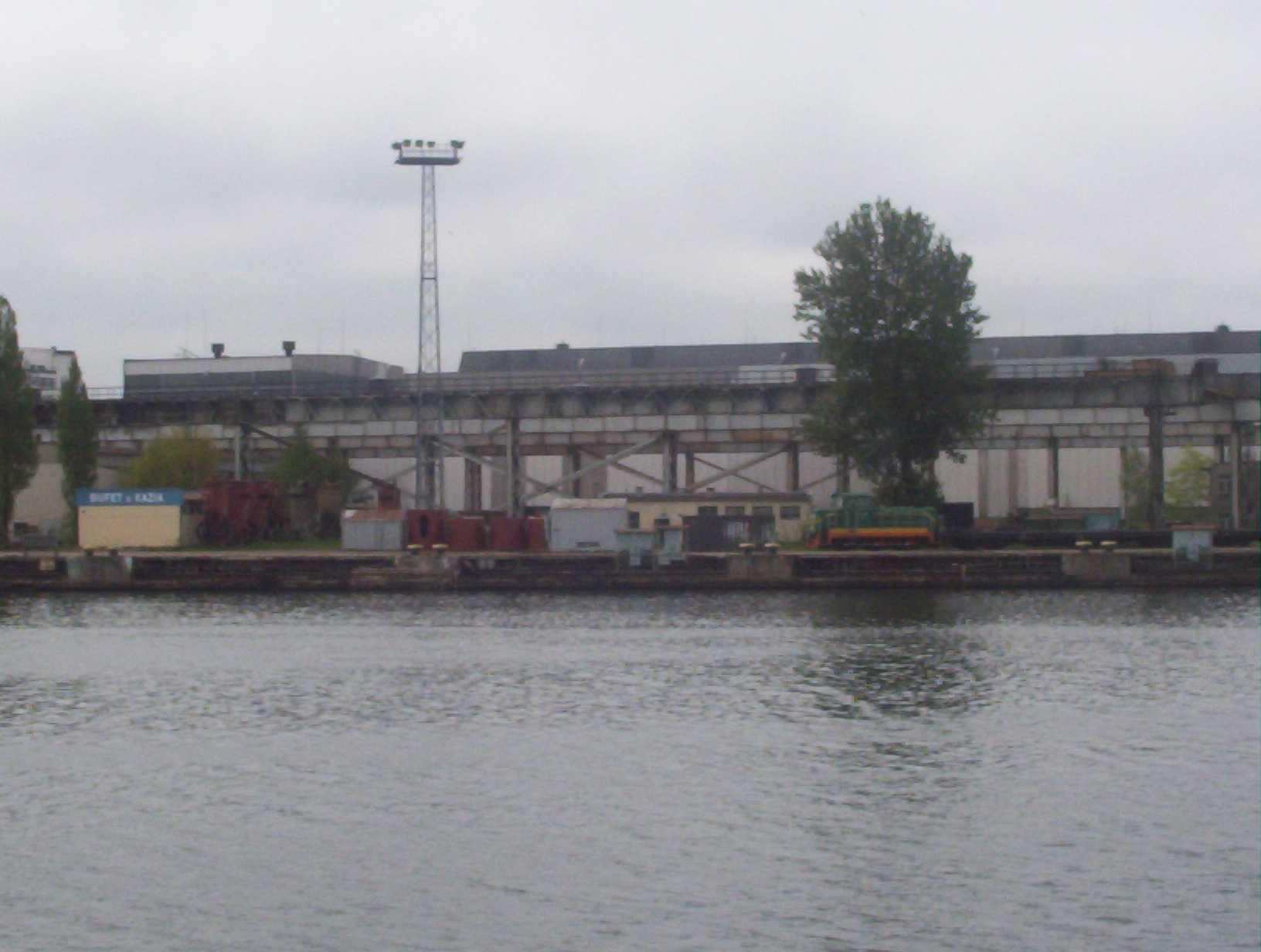
Widok na stocznię na Ostrowiu
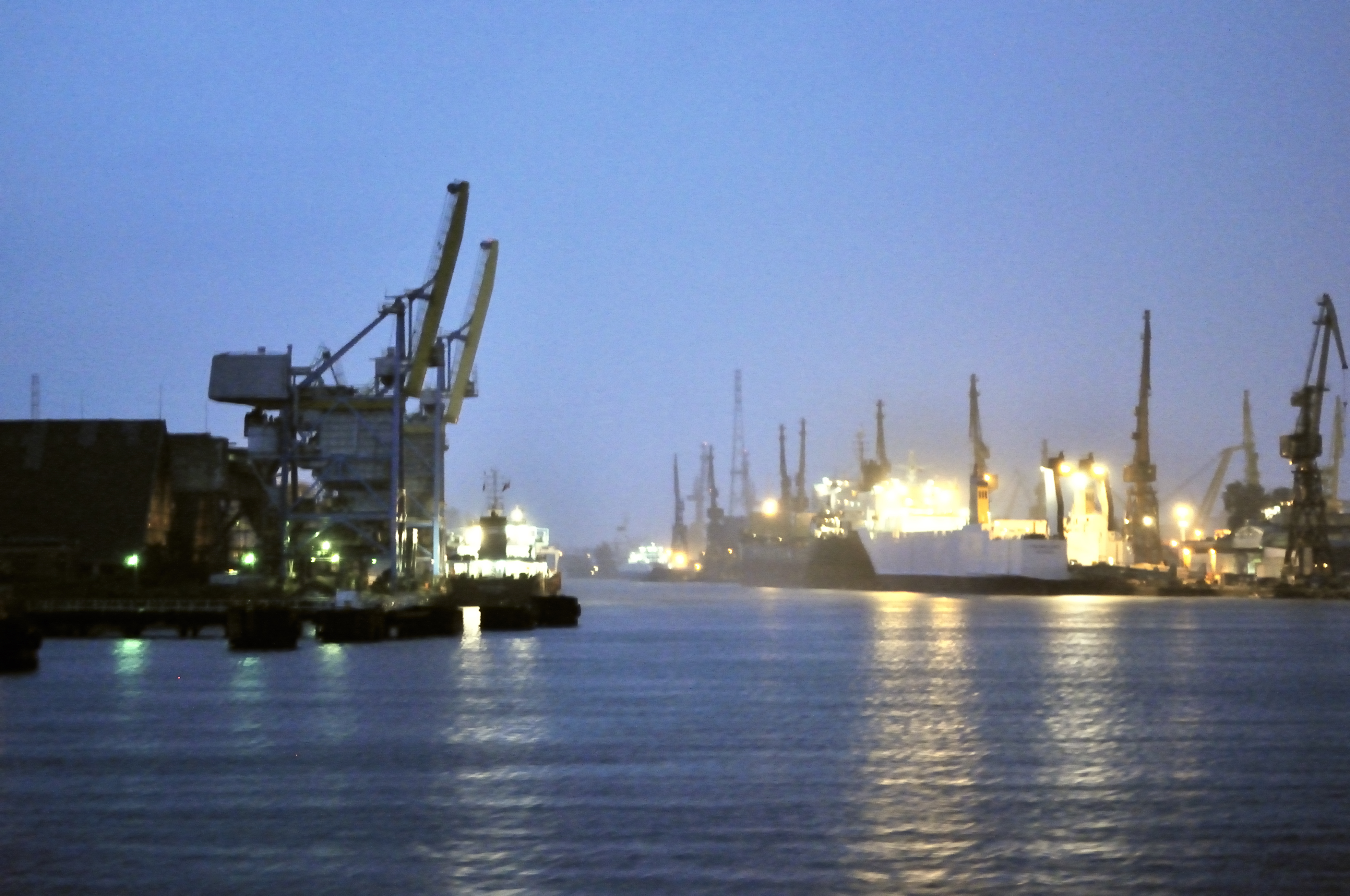
Kanał Kaszubski: po lewej nabrzeże Chemików, po prawej wyspa Ostrów
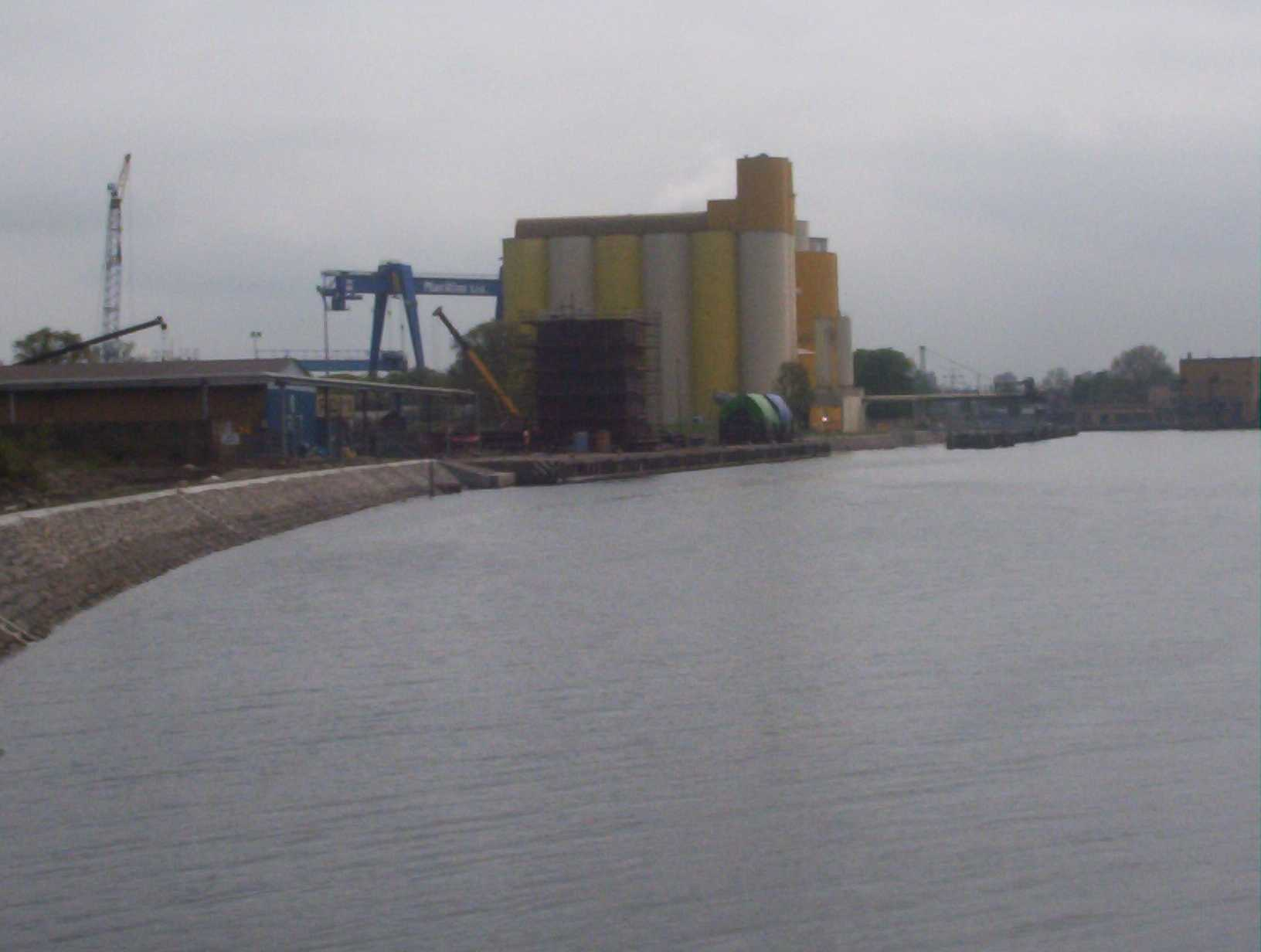
Nabrzeże Kanału Kaszubskiego na Przeróbce
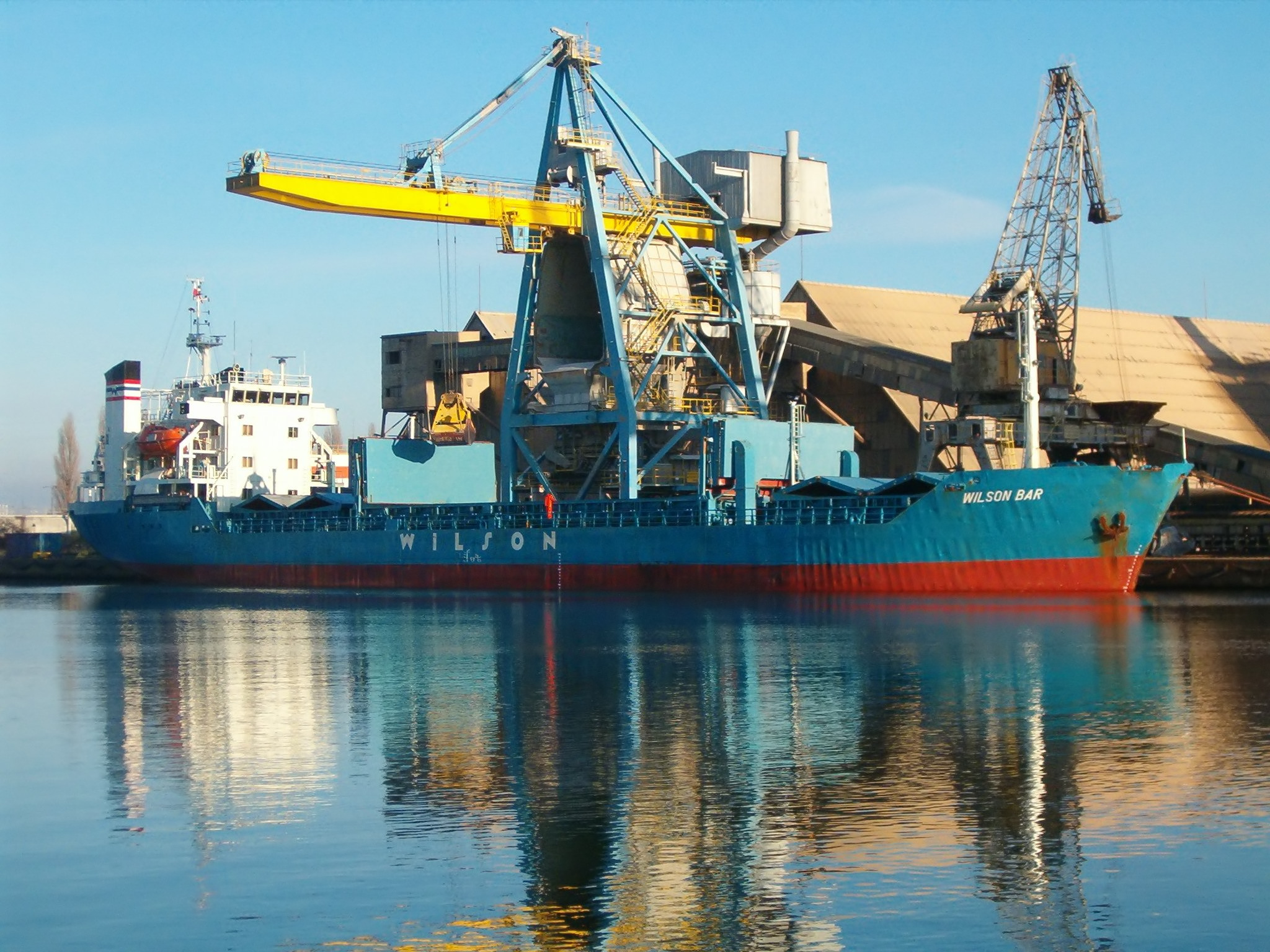